# Tom Parsons
Thomas Martin "Tom" Parsons (né le 5 mai 1984 à Birmingham) est un athlète britannique, spécialiste du saut en hauteur.
Finaliste aux Jeux olympiques de Pékin, sa meilleure marque est de 2,30 m en 2008. Il a un record de 2,31 m en salle en 2011.
Le 20 juillet 2014, il franchit 2,29 m à Birmingham, sa ville natale où il établit à sept reprises son meilleur résultat annuel.